# André Mangold
André Mangold (* 25. Juli 1989 in Iserlohn) ist ein deutscher Eishockeyspieler, der seit Juni 2012 bei den SERC Wild Wings in der 2. Eishockey-Bundesliga unter Vertrag steht.

## Karriere
Der 185 cm große und 85 kg schwere Verteidiger verbrachte seine ersten Eishockeyjahre in der Nachwuchsabteilung der Iserlohn Roosters. Seit den Bambini hat er für die Blau-Weißen die Schlittschuhe geschnürt und dabei immer in den höchsten Ligen gespielt. Als er im Jahr 2004 nicht mehr für die Schüler spielen konnte, wechselte er in den Nachwuchs der Krefeld Pinguine, da die Roosters über kein eigenes DNL-Team verfügten.
Er absolvierte alle 34 Spiele der Saison und kam auf ein Tor und 3 Punkte. Darüber hinaus zeigte er sich mit nur 4 Strafminuten als äußerst fair. Er wurde in die U-16 Nationalmannschaft berufen und nahm an einigen Turnieren teil.
In der Saison 2005/06 spielte er in den Nachwuchs-Nationalmannschaften U-16 und U-17 und absolvierte für Krefelds DNL-Team 32 Spiele. Dabei kam er letztlich auf 2 Tore und 7 Punkte bei 44 Strafminuten. Zum Ende der Saison wurde ihm eine Förderlizenz für den Profi-Kader der Pinguine angeboten. In der Saison 2006/07 wurde er ins neu gegründete Eishockey-Internat des KEV aufgenommen. Er spielte die Vorbereitung im DEL-Team und wurde zu einem internationalen Turnier mit der U-18 eingeladen. Doch die Canadian Challenge erwies sich als problematisch, denn bereits im ersten Spiel brach er sich den Arm und fiel über zwei Monate aus. Dies warf ihn weit zurück und er verpasste die U-18 Weltmeisterschaft. Dennoch kam er auf 16 Spiele mit 2 Toren und 4 Punkten in der DNL. Außerdem spielte er in der Regionalliga beim Grefrather EC. Hier kam er auf 10 Spiele mit 3 Punkten. Darüber hinaus hatte er in der Saison 2006/07 seine ersten vier Einsätze in der höchsten deutschen Spielklasse, der Deutschen Eishockey Liga.
In der Saison 2007/08 spielte er mit einer Förderlizenz in der Oberliga für den EC Bad Nauheim.
Nach dieser Saison wurde sein bis 2011 datierter Vertrag in Krefeld in beidseitigem Einverständnis aufgelöst und Mangold ging anschließend eine Saison für die Eisbären Juniors Berlin in der Oberliga aufs Eis. Ab 2009 stand Mangold bei den Roten Teufeln Bad Nauheim unter Vertrag.
Im Juni 2012 wurde er von den SERC Wild Wings aus der 2. Eishockey-Bundesliga unter Vertrag genommen.

## Karrierestatistik
| 2004/05             | Krefelder EV            | DNL                 | 34  | 1 | 2  | 3  | 4  | 3  | 0 | 0 | 0 | 2 |
| 2005/06             | Krefelder EV            | DNL                 | 32  | 2 | 5  | 7  | 55 | 2  | 0 | 0 | 0 | 0 |
| 2006/07             | Krefelder EV            | DNL                 | 12  | 1 | 0  | 1  | 22 | 4  | 1 | 2 | 3 | 6 |
| 2006/07             | Grefrather EC           | RL                  | 10  | 0 | 3  | 3  | 2  | 8  | 1 | 2 | 3 | 6 |
| 2006/07             | Krefeld Pinguine        | DEL                 | 4   | 0 | 0  | 0  | 0  | –  | – | – | – | – |
| 2007/08             | Krefeld Pinguine        | DEL                 | 22  | 0 | 0  | 0  | 0  | –  | – | – | – | – |
| 2007/08             | Rote Teufel Bad Nauheim | OL                  | 47  | 2 | 5  | 7  | 14 | –  | – | – | – | – |
| 2008/09             | Eisbären Juniors Berlin | OL                  | 53  | 0 | 2  | 2  | 10 | –  | – | – | – | – |
| 2009/10             | Rote Teufel Bad Nauheim | OL                  | 39  | 0 | 5  | 5  | 6  | 7  | 0 | 0 | 0 | 2 |
| 2010/11             | Rote Teufel Bad Nauheim | OL                  | 39  | 0 | 13 | 13 | 45 | 14 | 1 | 3 | 4 | 2 |
| 2011/12             | Rote Teufel Bad Nauheim | OL                  | 36  | 2 | 6  | 8  | 18 | 11 | 0 | 2 | 2 | 0 |
| DEL gesamt          | DEL gesamt              | DEL gesamt          | 26  | 0 | 0  | 0  | 0  | –  | – | – | – | – |
| DNL gesamt          | DNL gesamt              | DNL gesamt          | 78  | 4 | 7  | 11 | 81 | 9  | 1 | 2 | 3 | 8 |
| Oberliga gesamt     | Oberliga gesamt         | Oberliga gesamt     | 214 | 4 | 31 | 35 | 93 | 32 | 1 | 5 | 6 | 4 |
| Regionalliga gesamt | Regionalliga gesamt     | Regionalliga gesamt | 10  | 0 | 3  | 3  | 2  | 8  | 1 | 2 | 3 | 6 |

(Legende zur Spielerstatistik: Sp oder GP = absolvierte Spiele; T oder G = erzielte Tore; V oder A = erzielte Assists; Pkt oder Pts = erzielte Scorerpunkte; SM oder PIM = erhaltene Strafminuten; +/− = Plus/Minus-Bilanz; PP = erzielte Überzahltore; SH = erzielte Unterzahltore; GW = erzielte Siegtore; 1 Play-downs/Relegation; Kursiv: Statistik nicht vollständig)